# Episodi di La famiglia Potter
La prima e unica stagione della serie televisiva La famiglia Potter è andata in onda negli Stati Uniti dal 27 settembre 1960 al 23 maggio 1961 sulla CBS.
| nº | Titolo originale                 | Titolo italiano | Prima TV USA      | Prima TV Italia |
| -- | -------------------------------- | --------------- | ----------------- | --------------- |
| 1  | Tom Cuts Off the Credit          |                 | 27 settembre 1960 |                 |
| 2  | Debbie Takes Up the Tuba         |                 | 4 ottobre 1960    |                 |
| 3  | The Safety Lesson                |                 | 11 ottobre 1960   |                 |
| 4  | Tom Takes Over                   |                 | 18 ottobre 1960   |                 |
| 5  | Tom Puts the Girls to Work       |                 | 1º novembre 1960  |                 |
| 6  | The Second Phone                 |                 | 15 novembre 1960  |                 |
| 7  | The Handwriting on the Wall      |                 | 22 novembre 1960  |                 |
| 8  | The Spelling Bee                 |                 | 29 novembre 1960  |                 |
| 9  | Site Unseen                      |                 | 6 dicembre 1960   |                 |
| 10 | The Friendly Man                 |                 | 20 dicembre 1960  |                 |
| 11 | Salesmanship Lesson              |                 | 27 dicembre 1960  |                 |
| 12 | Advice to the Lovelorn           |                 | 3 gennaio 1961    |                 |
| 13 | Try It on for Size               |                 | 10 gennaio 1961   |                 |
| 14 | No Fun in the Sun                |                 | 17 gennaio 1961   |                 |
| 15 | Mr. Shrewd                       |                 | 24 gennaio 1961   |                 |
| 16 | The Middle Child                 |                 | 31 gennaio 1961   |                 |
| 17 | The Trouble with Mother          |                 | 7 febbraio 1961   |                 |
| 18 | A Fellow Needs a Friend          |                 | 14 febbraio 1961  |                 |
| 19 | Out of Left Field                |                 | 21 febbraio 1961  |                 |
| 20 | Storm Over Shangri-La            |                 | 28 febbraio 1961  |                 |
| 21 | I Don't See It                   |                 | 7 marzo 1961      |                 |
| 22 | The Old Magic                    |                 | 14 marzo 1961     |                 |
| 23 | Mrs. Dynamite                    |                 | 21 marzo 1961     |                 |
| 24 | The Prying Eye                   |                 | 28 marzo 1961     |                 |
| 25 | The Chutney Caper                |                 | 4 aprile 1961     |                 |
| 26 | Put It On, Take It Off           |                 | 11 aprile 1961    |                 |
| 27 | Big Brother                      |                 | 18 aprile 1961    |                 |
| 28 | Handy Man                        |                 | 25 aprile 1961    |                 |
| 29 | Passenger Pending                |                 | 2 maggio 1961     |                 |
| 30 | Never Do Business with Relatives |                 | 9 maggio 1961     |                 |
| 31 | Our Vacation                     |                 | 16 maggio 1961    |                 |
| 32 | Mr. Memory                       |                 | 23 maggio 1961    |                 |

## Tom Cuts Off the Credit
- Diretto da:
- Scritto da:

### Trama
- Guest star:

## Debbie Takes Up the Tuba
- Diretto da: Hy Averback
- Scritto da: Madelyn Pugh e Bob Carroll Jr.

### Trama
- Guest star:

## The Safety Lesson
- Diretto da: Hy Averback
- Scritto da: Fred S. Fox e Irving Elinson

### Trama
- Guest star:

## Tom Takes Over
- Diretto da: Jerry Thorpe
- Scritto da: Madelyn Pugh e Bob Carroll Jr.

### Trama
- Guest star:

## Tom Puts the Girls to Work
- Diretto da: Hy Averback
- Scritto da: Madelyn Pugh e Bob Carroll Jr.

### Trama
- Guest star:

## The Second Phone
- Diretto da: Hy Averback
- Scritto da: Madelyn Pugh e Bob Carroll Jr.

### Trama
- Guest star:

## The Handwriting on the Wall
- Diretto da: Hy Averback
- Scritto da: Michael Morris e Max Wilk

### Trama
- Guest star:

## The Spelling Bee
- Diretto da: Hy Averback
- Scritto da: Larry Rhine e Milton Pascal

### Trama
- Guest star:

## Site Unseen
- Diretto da: Hy Averback
- Scritto da: Michael Morris e Max Wilk

### Trama
- Guest star:

## The Friendly Man
- Diretto da: Hy Averback
- Scritto da: Michael Morris e Max Wilk

### Trama
- Guest star: Mildred Dunnock (Mrs. Steckel), Ernest Truex (Mr. Steckel)

## Salesmanship Lesson
- Diretto da:
- Scritto da:

### Trama
- Guest star: Norman Fell

## Advice to the Lovelorn
- Diretto da:
- Scritto da:

### Trama
- Guest star: Whit Bissell, Ray Stricklyn

## Try It on for Size
- Diretto da:
- Scritto da:

### Trama
- Guest star:

## No Fun in the Sun
- Diretto da: Hy Averback
- Scritto da: Larry Rhine e Milton Pascal

### Trama
- Guest star: Robert Hastings (Hub Norton), Jess Kirkpatrick (Phil)

## Mr. Shrewd
- Diretto da: Hy Averback
- Scritto da: Michael Morris e Max Wilk

### Trama
- Guest star: John Dehner (Newton Pickering)

## The Middle Child
- Diretto da:
- Scritto da:

### Trama
- Guest star:

## The Trouble with Mother
- Diretto da: Hy Averback
- Scritto da: Howard Leeds

### Trama
- Guest star:

## A Fellow Needs a Friend
- Diretto da:
- Scritto da:

### Trama
- Guest star: Alan Reed Jr. (Paul Bayliss)

## Out of Left Field
- Diretto da:
- Scritto da:

### Trama
- Guest star: Jonathan Bolt (Hub)

## Storm Over Shangri-La
- Diretto da: James Sheldon
- Scritto da: Milton Pascal e Larry Rhine

### Trama
- Guest star: June Walker (Madge), Katherine Squire (Abbey), Sue Randall (Miss McNulty), Isabel Randolph (Eunice), David White (Cameron Colby)

## I Don't See It
- Diretto da: Hy Averback
- Scritto da: Michael Morris e Max Wilk

### Trama
- Guest star: Robert Emhardt (Orville Bostwick), Alice Ghostley (Lavinia Barrington)

## The Old Magic
- Diretto da: Hy Averback
- Scritto da: Michael Morris e Max Wilk

### Trama
- Guest star: Fay Roope (Dutton), John Emery (Jack Hunter), Sid Curtis (Parking Attendant), Sirry Steffen (French Girl)

## Mrs. Dynamite
- Diretto da: Hy Averback
- Scritto da: Michael Morris e Max Wilk

### Trama
- Guest star: Ted Jordan (Mr. Brubaker), Barry Kelley (Jim Rafferty), Dorothy Konrad (Peggy Rafferty)

## The Prying Eye
- Diretto da:
- Scritto da:

### Trama
- Guest star: George Fenneman (Randy Rambo), Jean Carson (Diane), Grace Albertson (Sally Gallagher), Jack Albertson (Al Gallagher), Allyn Joslyn (Harry Hodges)

## The Chutney Caper
- Diretto da: Hy Averback
- Scritto da: Michael Morris e Max Wilk

### Trama
- Guest star: Alice Ghostley (Polly)

## Put It On, Take It Off
- Diretto da: Hy Averback
- Scritto da: Michael Morris e Max Wilk

### Trama
- Guest star: Barry Kelley (Jim Rafferty)

## Big Brother
- Diretto da: Hy Averback
- Scritto da: Milton Pascal e Larry Rhine

### Trama
- Guest star: Damian O'Flynn (capitano Moore), Sid Curtis (poliziotto), Pat Close (Andy Bishop), Eddie Ryder (comandante Shafer)

## Handy Man
- Diretto da: Hy Averback
- Scritto da: Max Wilk e Michael Morris

### Trama
- Guest star: Herbie Faye (Rudy), Dave Willock (Harvey)

## Passenger Pending
- Diretto da: Richard Kinon
- Scritto da: Larry Rhine e Milton Pascal

### Trama
- Guest star:

## Never Do Business with Relatives
- Diretto da: Bill Harmon
- Scritto da: Michael Morris e Max Wilk

### Trama
- Guest star: Dick Bernie (rappresentante), Barry Kelley (Jim Rafferty)

## Our Vacation
- Diretto da:
- Scritto da:

### Trama
- Guest star:

## Mr. Memory
- Diretto da:
- Scritto da:

### Trama
- Guest star: